# Мови Європи
Більшість мов Європи належать до індоєвропейської мовної сім'ї. Із 744 мільйонів населення Європи станом на 2018 рік близько 94 % є носіями індоєвропейської мови; в межах індоєвропейської мови три найбільші типи — романські, германські і слов'янські, кожен з яких має понад 200 мільйонів мовців, що становить близько 90 % європейців. Менші типи індоєвропейської мови, знайдені в Європі, включають еллінську (грецька, прибл. 13 мільйонів), балтійську (прибл. 7 мільйонів), албанську (прибл. 5 мільйонів), кельтську (прибл. 4 мільйони), вірменську (прибл. 4 мільйони) та індоарійські (цигани, прибл. 1,5 млн.).
З приблизно 45 мільйонів європейців, які розмовляють неіндоєвропейськими мовами, більшість розмовляє мовами уральської або тюркської сімей. Ще менші групи (такі як баскська, семітська мови та різні мови Кавказу) становлять менше 1 % європейського населення між ними. Імміграція додала значні спільноти носіїв африканських та азійських мов, які становлять близько 4 % населення, причому арабська мова є найбільш поширеною серед них.
П'ять мов мають понад 50 мільйонів носіїв у Європі: російська, французька, італійська, німецька та англійська. Російська мова є найбільш поширеною рідною мовою в Європі; і англійська мова має найбільшу кількість мовців загалом, включаючи близько 200 мільйонів людей, які говорять англійською як другою або іноземною мовою. (Див. Англійська мова в Європі)

## Індоєвропейські мови
Індоєвропейська мовна сім'я походить від протоіндоєвропейської мови, на якій, як вважають, розмовляли тисячі років тому. Ранні носії індоєвропейських дочірніх мов, швидше за все, поширилися в Європу з початком бронзового віку, приблизно 4000 років тому (культура дзвонів-кухлів).

### Германські

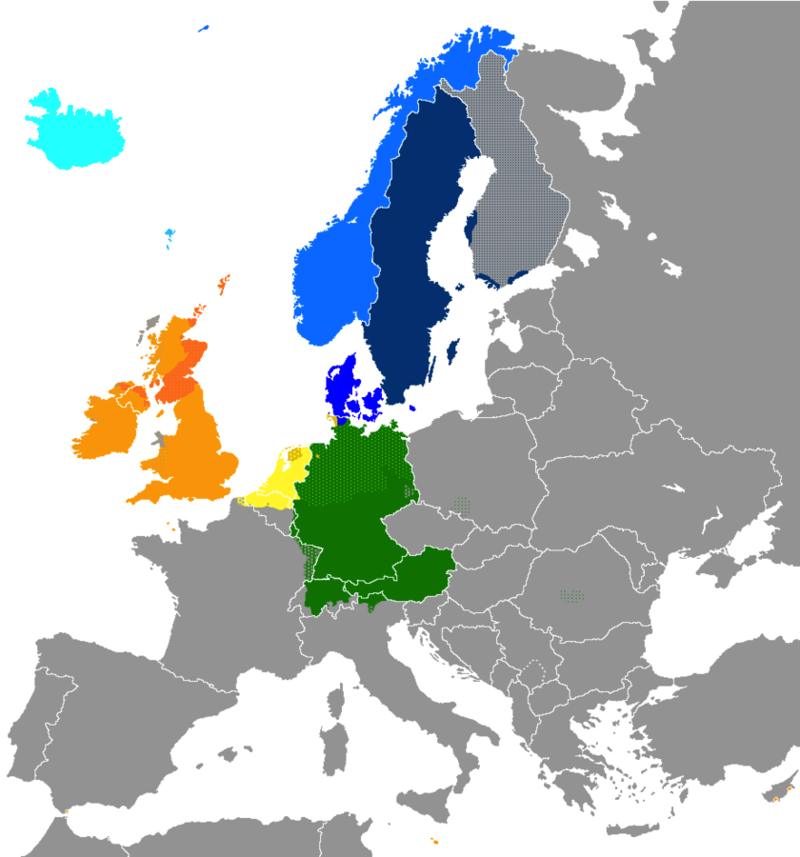
Сучасне поширення германських мов у Європі: Північногерманські мови
Ісландська мова
Фарерська мова
Норвезька мова
Шведська мова
Данська мова
Західногерманські мови
Шотландська мова Шотландська рівнинна мова
Англійська мова
Фризька мова
Нідерландська мова
Нижньонімецька мова
Німецька мова

Германські мови складають переважну мовну сім'ю в Західній, Північній і Центральній Європі. За оцінками, 210 мільйонів європейців є носіями германських мов, найбільшими групами є німецька (прибл. 95 мільйонів), англійська (прибл. 70 мільйонів), нідерландська (прибл. 24 мільйони), шведська (прибл. 10 мільйонів), данська (прибл. 6 мільйонів) і норвезька (прибл. 5 мільйонів).
Існують дві групи германських мов: західногерманські і північногерманські. Третя група, східногерманська, нині вимерла; єдині відомі збережені східногерманські тексти написані готською мовою. Західногерманські мови поділяється на англо-фризьку (включає англійську), нижньонімецьку, нижньофранконську (включає нідерландська) та верхньонімецьку (включаючи стандартну німецьку).

#### Англо-фризькі
Англо-фризька мовна сім'я в даний час переважно представлена англійською (англьською), що походить від давньоанглійської мови, якою розмовляли англосаксони:
- Англійська, основна мова Сполученого Королівства та найпоширеніша мова в Республіці Ірландія, як друга або третя мова також розмовляють багато європейців.
- Шотландська рівнинна мова, якою говорять у Шотландії та Ольстері, визнана одними як мова, а іншими як діалект англійської.

#### Нідерландська
Нідерландською мовою розмовляють у Нідерландах, північній половині Бельгії, а також у регіоні Нор-Па-де-Кале у Франції. Традиційні діалекти регіону Нижнього Рейну Німеччини лінгвістично ближче до нідерландською, ніж до сучасної німецької. У бельгійському та французькому контекстах нідерландську мову іноді називають фламандською. Нідерландські діалекти різноманітні і переходять за межі національних кордонів.

#### Німецька
Німецькою розмовляють у Німеччині, Австрії, Ліхтенштейні, більшій частині Швейцарії (включаючи північно-східні райони, що межують з Німеччиною та Австрією), Північній Італії (Південний Тіроль), Люксембургу та східних кантонах Бельгії.
Існує кілька груп німецьких діалектів:
- Верхня німецька включає кілька діалектних сімей:
  - Стандартна німецька мова
  - Середньонімецькі діалекти, на яких розмовляють у центральній Німеччині, включаючи люксембурзьку
  - Висока франконська мова, родина перехідних діалектів між центральною та верхньоверхньою німецькою
  - Верхньонімецька, включаючи баварську та швейцарську німецьку
  - Їдиш — єврейська мова, розроблена в Німеччині і має багато рис високонімецького діалекту та івриту.
- Нижньонімецькою (або нижньосаксонською) розмовляють у різних регіонах по всій Північній Німеччині та в північних і східних частинах Нідерландів. Це офіційна мова в Німеччині. Його можна розділити на західно-нижньонімецьку та східно-нижньонімецьку.

#### Північногерманські (скандинавські)
Північногерманські мови поширені в скандинавських країнах і включають данську (Данія), норвезьку (Норвегія), шведську (Швеція та частина Фінляндії) або ельфдальську (у невеликій частині центральної Швеції), фарерську (Фарерські острови) та ісландську (Ісландія).
Англійська має довгу історію контактів зі скандинавськими мовами, враховуючи імміграцію скандинавів на початку історії Британії, і має різні риси зі скандинавськими мовами. Незважаючи на це, особливо шведська, а також данська та норвезька мови мають міцні словникові зв'язки з німецькою мовою.

### Романські

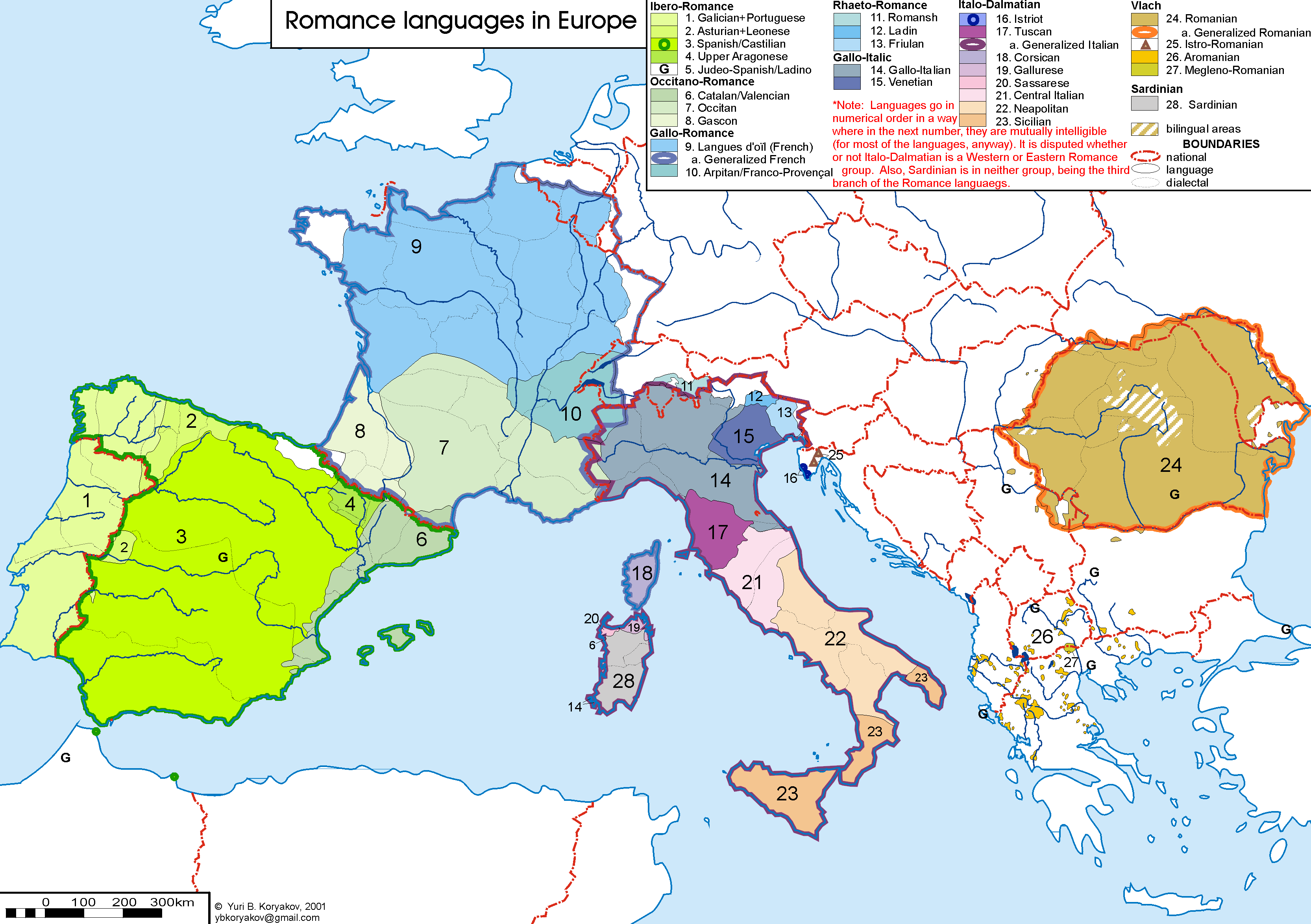
Романські мови, 20 ст.

Приблизно 215 мільйонів європейців (насамперед у Південній та Західній Європі) є носіями романських мов, найбільші групи, включаючи:
Французьку (прибл. 72 мільйонів), італійську (прибл. 65 мільйонів), іспанську (прибл. 40 мільйонів), румунську (прибл. 24 мільйони), португальську (прибл. 10 мільйонів), каталонську (прибл. 7 мільйонів), сицилійську (близько 5 мільйонів, також віднесені до італійської), венеціанську (прибл. 4 мільйонів), галісійську (прибл. 2 мільйонів), сардинську (прибл. 1 мільйона), окситанську (прибл. 500 000), крім численних менших громад.
Романські мови виникли з різновидів вульгарної латинської мови, якою розмовляли в різних частинах Римської імперії в пізній античності. Латинська мова сама була частиною (інакше зниклої) італійської гілки індоєвропейської мови. Романські мови філогенетично поділяються на італо-західну, східнороманську (включаючи румунську) та сардинську. Романомовну територію Європи іноді називають Латинською Європою.
Ми можемо далі розділити італо-західну на італо-далматські мови (іноді об'єднані зі східно-романськими), включаючи тосканську італійську та численні місцеві романські мови в Італії, а також далматинську та західно-ромаську мови. Західно-романські мови, у свою чергу, поділяються на галло-романські мови, включаючи французьку та її різновиди (мови ойль), рето-романські мови та галло-італійські мови; окситано-романські мови, згруповані з галло-романською або східно-іберійською мовами, включаючи окситанську, каталонську та арагонську; і, нарешті, західно-іберійські мови (іспансько-португальська), включаючи астур-леонські мови, галісійсько-португальську та кастильську.

### Слов'янські

Політична карта Європи з країнами, державною мовою яких є слов'янська:
Західнослов'янські мови
Східнослов'янські мови
Південнослов'янські мови

Слов'янськими мовами розмовляють на великих територіях Південної, Центральної та Східної Європи. За оцінками, 250 мільйонів європейців є носіями слов'янських мов, найбільшими групами є російська (прибл. 110 мільйонів у Європейській Росії та прилеглих частинах Східної Європи, російська мова становить найбільшу мовну спільноту в Європі), польська (прибл. 45 мільйонів), українська (прибл. 40 мільйонів), сербохорватська (прибл. 21 мільйон), чеська (прибл. 11 мільйонів), болгарська (прибл. 9 мільйонів), словацька (прибл. 5 мільйонів), білоруська та словенська (прибл. 3 мільйони кожен) та македонська (прибл. 2 мільйонів).
Філогенетично слов'яни поділяються на три підгрупи:
- До західнослов'янської належать польська, чеська, словацька, нижньолужицька, верхньолужицька, сілезька та кашубська мова.
- До східнослов'янських належать російська, українська, білоруська та русинська.
- Південнослов'янські мови включають словенську та сербохорватську на південному заході та болгарську, македонську та церковнослов'янську (літургійну мову) на південному сході, кожен із численними відмітними діалектами. Південнослов'янські мови становлять діалектний континуум, де стандартні словенська, македонська та болгарська мови базуються на окремому діалекті, тоді як плюрицентрична сербохорватська може похвалитися чотирма взаємозрозумілими національними стандартними різновидами, які базуються на одному наріччі, щокавському.

### Інші
- Грецька (прибл. 13 мільйонів) є офіційною мовою Греції та Кіпру, а грекомовні анклави є в Албанії, Болгарії, Італії, Північній Македонії, Румунії, Грузії, Україні, Лівані, Єгипті, Ізраїлі, Йорданії та Туреччині, і в грецьких громадах по всьому світу. Діалекти сучасної грецької мови, які походять від аттичної грецької (через койне, а потім середньовічну грецьку мову), — це каппадокійський, понтійський, критський, кіпрський, катаревуза та єванський.
  - Італіотська грецька мова, безперечно, є доричним діалектом грецької мови. Нею говорять лише в південній Італії, у південному регіоні Калабрії (як греканська)[4][5][6][7][8] та в регіоні Саленто (як Griko). Його досліджував німецький лінгвіст Герхард Рольфс протягом 1930-х і 1950-х років.
  - Цаконіан — доричний діалект грецької мови, на якому розмовляють у районі Нижньої Аркадії на Пелопоннесі навколо села Леонідіо.

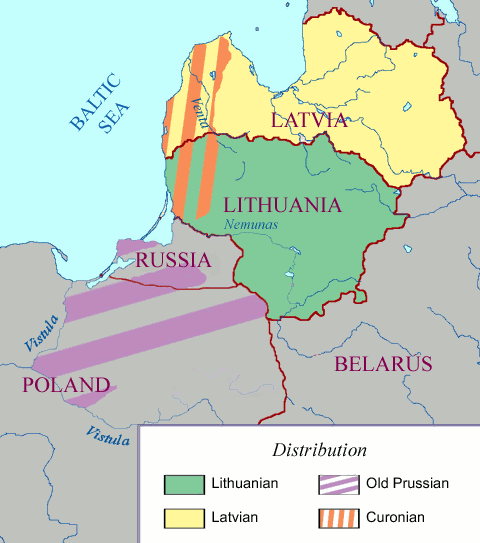
Історичне поширення балтійських мов у Балтії (спрощено).

- Історичне поширення балтійських мов у Балтії (спрощено).Балтійськими мовами розмовляють у Литві (литовська (прибл. 3 млн.), жемайтська) та Латвії (латиська (прибл. 2 млн.), латгальська). Жемадійська та латгальська мова зазвичай вважаються діалектами литовської та латиської відповідно.
  - Є також кілька вимерлих балтійських мов, у тому числі: галіндська, куршська, старопрусська, селонська, семігальська та судовська.
- Албанська (прибл. 5 мільйонів) має два основних діалекти: тоскський говір і гегський говір. Розмовляють в Албанії та Косові, сусідніх Північній Македонії, Сербії, Греції, Італії та Чорногорії. Він також широко поширений в албанській діаспорі.
- Вірменська мова (прибл. 7 мільйонів) має дві основні форми: західновірменську та східновірменську. Розмовляють у Вірменії, Арцаху та Грузії (Самцхе-Джавахеті), а також у Росії, Франції, Італії, Туреччині, Греції та на Кіпрі. Він також широко поширений у вірменській діаспорі.
- Існує шість живих кельтських мов, якими розмовляють у районах північно-західної Європи, які називаються «кельтськими націями». Усі шість є членами острівної кельтської родини, яка, у свою чергу, поділяється на:
  - Бриттонська сім'я: валлійська (Уельс, прибл. 700 000), корнуолл (Корнуолл, прибл. 500) і бретонська (Бретань, прибл. 200 000)
  - Сім'я Гойделіків: ірландська (Ірландія, прибл. 2 000 000), шотландська гельська (Шотландія, прибл. 50 000) і Менська (острів Мен, 1800)

Континентальними кельтськими мовами раніше говорили по всій Європі від Іберії та Галлії до Малої Азії, але вимерли в першому тисячолітті нашої ери.
- Індоарійські мови мають одну основну репрезентацію: ромську (прибл. 1,5 мільйона носіїв), запроваджену в Європі в період пізнього середньовіччя. Не маючи національної держави, ромська мова є мовою меншини у всій Європі.
- Іранські мови в Європі корінно представлені на Північному Кавказі, зокрема з осетинською (прибл. 600 000).

## Неіндоєвропейські мови

### Тюркські

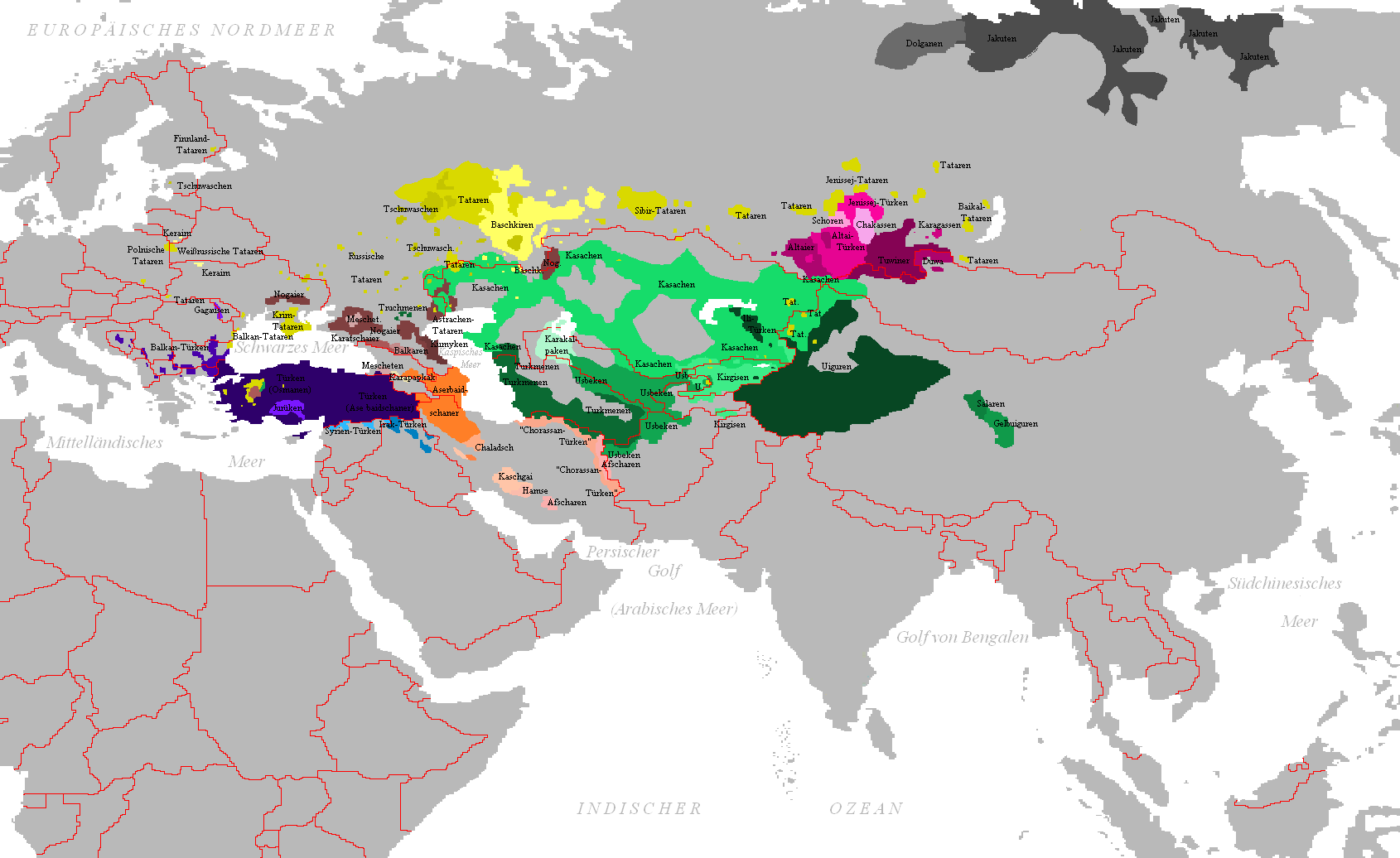
Поширення тюркських мов в Євразії

- Огузькі мови в Європі включають турецьку, якою розмовляють у Східній Тракії та іммігрантські громади; у Північно-Східному Азербайджані та частинах Південної Росії говорять азербайджанською мовою, а в Гагаузії — гагаузькою.
- Кіпчакські мови в Європі включають караїмську, кримськотатарську та кримчакську, якою розмовляють переважно в Криму; татарська, якою говорять у Татарстані; башкирська, якою говорять у Башкирії; Карачаєво-Балкарська, якою говорять на Північному Кавказі, і казахською, якою говорять у Північно-Західному Казахстані.
- Огурські мови історично були корінними для більшої частини Східної Європи; проте більшість з них вимерли сьогодні, за винятком чуваської, на якій розмовляють у Чувашії.

### Уральські

Поширення уральських мов в Євразії

Уральська мова родом з Північної Євразії. Фіно-угорські групи уральських мов, крім самоїдських. До балтійсько-фінських мов належать фінська (прибл. 5 мільйонів), естонська (прибл. 1 мільйон) та марійська (близько 400 тисяч). Саамські мови (прибл. 30 000) тісно споріднені з фінською.
Угорські мови представлені в Європі з угорською мовою (прибл. 13 мільйонів), історично запровадженою угорським завоюванням Карпатського басейну в 9 ст.
Самоїдською ненецькою мовою говорять у Ненецькому автономному окрузі Росії, розташованому в крайньому північно-східному кутку Європи (відмежований Уральськими горами).

### Інші
- Баскська мова (або Euskara, прибл. 750 000) — це мовна ізоляція та прабатьківська мова народу басків, який населяє Країну Басків, регіон у західних Піренейських горах, переважно на північному сході Іспанії та частково на південному заході Франції, приблизно 3 мільйонів жителів, де на ньому вільно розмовляють близько 750 000 і розуміють понад 1,5 мільйонів людей. Баскська мова безпосередньо пов'язана з стародавньою аквітанською мовою, і цілком імовірно, що рання форма баскської мови була в Західній Європі до приходу індоєвропейських мов у цю територію в бронзовому столітті.
- Північнокавказькі мови — це географічний загальний термін для двох неспоріднених мовних сімей, якими розмовляють переважно на Північному Кавказі та в Туреччині — Північно-Кавказької сім'ї (включаючи абхазьку та черкеську) і Північно-Кавказької сім'ї, якою розмовляють переважно в прикордонній зоні південної Російської Федерації (включаючи Дагестан, Чечню та Інгушетію).
- Калмицька мова — монгольська мова, поширена в Республіці Калмикія, що входить до складу Російської Федерації. Її носії потрапили в Поволжя на початку 17 століття.
- Картвельські мови (також відомі як південно-західнокавказькі мови), найпоширенішою з яких є грузинська (прибл. 3.5 млн), інші — мегрельська та сванська, якими розмовляють переважно на Кавказі та в Анатолії.
- Мальтійська мова (прибл. 500 000) — семітська мова з романськими та германськими впливами, на якій розмовляють на Мальті.[9][10][11][12] Вона заснована на сицилійській арабській мові з впливом сицилійської, італійської, французької та, останнім часом, англійської мови. Вона унікальна тим, що це єдина семітська мова, стандартна форма якої написана латинськом альфабетом. Це також друга найменша офіційна мова ЄС за кількістю носіїв (після ірландської) і єдина офіційна семітська мова в ЄС.
- Кіпрська маронітська арабська (також відома як кіпрська арабська) — це різновид арабської мови, якою розмовляють мароніти на Кіпрі. Більшість мовців живуть у Нікосії, але інші живуть у громадах Кормакіті та Лемесос. Привезений на острів маронітами, які тікали з Лівану понад 700 років тому, ця різновид арабської мови зазнала впливу грецької як у фонології, так і в лексиці, зберігаючи при цьому деякі незвичайно архаїчні риси в інших аспектах. Діалектами східної арамейської мови розмовляють ассирійські громади на Кавказі та півдні Росії, які втекли від ассирійського геноциду під час Першої світової війни.

### Мови жестів
Кілька десятків мов ручної роботи існує в Європі, причому найпоширенішою сім'єю жестових мов є мови франкосигів, які зустрічаються в країнах від Іберії до Балкан і Балтії. Достовірну історичну інформацію про жестові та тактильні мови знайти важко, оскільки народні історії відзначають існування спільнот підписів у Європі сотні років тому. Британська жестова мова (BSL) і французька жестова мова (LSF), ймовірно, є найстарішими підтвердженими мовами жестів, якими постійно говорять. Поряд з німецькою жестовою мовою (DGS), за даними Ethnologue, ці три мають найбільшу кількість підписантів, хоча дуже мало установ бере відповідну статистику про сучасну групу підписів, що ускладнює пошук законних даних.
Примітно, що деякі європейські жестові мови мають явні зв'язки з місцевими мовами більшости/усними, окрім контакту зі стандартною мовою та запозичення, тобто граматично жестові мови та усні мови Європи досить відрізняються одна від одної. Через (візуальну/звукову) різницю в модальності більшість мов жестів названо на честь більшої етнічної нації, в якій на них розмовляють, а також слова «жестова мова», що передає те, що розмовляють у більшій частині Франції, Валлонії та Романдії, як французьку жестову мову або LSF для: langue des signes française.
Розпізнавання неусних мов сильно варіюється від регіону до регіону. Деякі країни дозволяють юридичне визнання навіть на державному рівні, тоді як інші продовжують активно пригнічуватися.
Основними знаковими мовними сім'ями є:
- Французькі мови, такі як Французька жестова мова, ірландська МЖ, австрійська жестова мова (ÖGS), естонська жестова мова і, ймовірно, каталонська та валенсійська жестові мови.
  - Данські жестові мови, такі як данська жестова мова, ісландська, фарерська і норвезька.
  - Австро-угорські жестові мови, включаючи підродини, що походять від (окремо) югославської жестової мови та російської жестової мови, наприклад македонської жестової мови та хорватська жестова мова, або литовська жестова мова та української жестової мови (USL).
- Мови Banzsl, такі як британська жестова мова і північно-ірландська жестова мова (NISL).
  - Шведська жестова мова, наприклад SSL, Viittomakieli, FinnSSL та португальська жестова мова (LGP), усі з яких можуть походити від старого BSL.
- Німецькі жестові мови, такі як DGS та польська жестова мова (PJM).
- Ізольовані мови, такі як албанська жестова мова, вірменська жестова мова, кавказька жестова мова, іспанська жестова мова (LSE), турецька жестова мова (TİD) і, можливо, жестова мова Гардая.

## Історія стандартизації

### Мова та ідентичність, процеси стандартизації
У середні віки двома найважливішими визначальними елементами Європи були Christianitas і Latinitas.
Найдавнішими словниками були глосарії: більш-менш структуровані списки лексичних пар (в алфавітному порядку або відповідно до концептуальних полів). Латино-німецькі (латино-баварські) Abrogans були одними з перших. Нову хвилю лексикографії можна побачити з кінця 15 століття (після запровадження друкарського верстату, із зростанням інтересу до стандартизації мов).
Концепція національної держави почала виникати в період раннього Нового часу. Народи прийняли певні діалекти як свою національну мову. Це, разом із покращеними комунікаціями, призвело до офіційних зусиль щодо стандартизації національної мови, і було створено ряд мовних академій: 1582 Accademia della Crusca у Флоренції, 1617 Fruchtbringende Gesellschaft у Веймарі, 1635 Académie française в Парижі, Españolamia 1713 Мадрид. Мова дедалі більше пов'язувалася з нацією, а не з культурою, а також використовувалася для пропаганди релігійної та етнічної ідентичности: наприклад, різні переклади Біблії однією мовою для католиків і протестантів.
Перші мови, стандартизація яких просувалась, включали італійську (queste della lingua: сучасна тосканська/флорентійська проти. Старо-тосканський/флорентійський проти Венеціанська → сучасна флорентійська + архаїчна тосканська + верхня італійська), французька (стандарт заснований на паризькій), англійська (стандарт заснований на лондонському діалекті) та (високо) німецька (на основі діалектів канцелярії Мейсена в Саксонії, середньонімецька, та канцелярія Празьки в Богемії («загальнонімецька»). Але кілька інших народів також почали розробляти стандартний сорт у 16 столітті.

### Лінґва франка
У Європі було кілька мов, які, на думку деяких істориків, протягом певних періодів вважалися лінґва франка. Як правило, під час становлення національної мови нова мова стає lingua franca для народів майбутньої нації аж до фаз консолідації та об'єднання. Якщо нація стане міжнародним впливом, її мова може стати lingua franca серед націй, які розмовляють своїми національними мовами. У Європі не було мови lingua franca на всій території, якою розмовляли всі або більшість її населення протягом будь-якого історичного періоду. Деякі linguae francae минулого і сьогодення в деяких його регіонах для деяких популяцій:
- Класична грецька, а потім грецька койне в Середземноморському басейні від Атенської імперії до Східної Римської імперії, змінившись новогрецькою.
- Грецька та новогрецька койне у Східній Римській чи Візантійській імперії та інших частинах Балкан на південь від лінії Йіречка.[15]
- Вульгарна латинська та пізня латинська серед неосвіченого та освіченого населення відповідно Римської імперії та держав, що за нею слідували, у тому самому діапазоні не пізніше 900 р.; Середньовічна латинська мова та латина епохи Відродження серед освіченого населення західної, північної, центральної та частини східної Європи до появи національних мов у цьому діапазоні, починаючи з першої мовної академії в Італії в 1582/83; нова латиниця, написана лише в науковому та науковому контексті невеликою меншістю освіченого населення в розрізнених місцях по всій Європі; церковна латинська мова, лише в усному та письмовому контексті літургії та церковного управління, у межах римо-католицької церкви.
- Lingua Franca або Sabir, оригінал назви, італійська мова піджин змішаного походження, яка використовувалася морськими комерційними інтересами в Середземномор'ї в Середні століття та на початку Нового часу.[16]
- Старофранцузька мова в країнах континентальної західної Європи та в державах хрестоносців.[17]
- Чехія, переважно під час правління імператора Священної Римської імперії Карла IV (XIV ст.), а також в інші періоди контролю Богемії над Священною Римською імперією.
- Середньонижньонімецька, приблизно в 14–16 столітті, в період розквіту Ганзейського союзу, переважно в Північно-Східній Європі через Балтійське море.
- Іспанська як кастильська в Іспанії та Новій Іспанії з часів католицьких монархів і Колумба, бл. 1492; тобто після Реконкісти, поки не стала національною мовою за часів Людовика XIV, бл. 1648; згодом багатонаціональний у всіх країнах в Іспанській імперії або раніше в її складі.[18]
- Польська, завдяки Речі Посполитій (16–18 ст.).
- Італійська завдяки Ренесансу, опері, Італійській імперії, індустрії моди та впливу римо-католицької церкви.[19]
- Французька із золотого віку за кардинала Рішельє та Людовика XIV ст. 1648; тобто, після Тридцятилітньої війни у Франції та Французькій колоніальній імперії, поки не стала національною мовою під час Французької революції 1789 року, а згодом стала багатонаціональною для всіх націй у різних Французьких імперіях чи раніше.[17]
- Німецька мова в Північній, Центральній та Східній Європі.[20]
- Англійська мова у Великій Британії до її закріплення як національної мови в епоху Відродження та піднесення сучасної англійської мови; згодом на міжнародному рівні під керівництвом різних держав у Британській імперії або раніше в її складі; у всьому світі після перемог переважно англомовних країн (США, Сполучене Королівство, Канада, Австралія, Нова Зеландія та інші) та їхніх союзників у двох світових війнах, що закінчилися в 1918 (Перша світова війна) і 1945 (Друга світова війна) і подальше піднесення Сполучених Штатів як наддержави та великого культурного впливу.
- Російська в колишньому Радянському Союзі та Російській імперії, включаючи Північну та Центральну Азію.

### Мовні меншини
Історичне ставлення до мовного розмаїття проілюстровано двома французькими законами: указ Вілле-Котре (1539), згідно з яким кожен документ у Франції повинен бути написаний французькою мовою (ні латиною, ні окситанською) і закон Тубона (1994), який мав на меті усунути англіцизми з офіційних документів. Держави та населення всередині держави часто вдаються до війни, щоб залагодити свої розбіжності. Були спроби запобігти подібним ворожим діям: дві такі ініціативи просувала Рада Європи, заснована в 1949 році, яка підтверджує право носіїв мови меншин на повне та вільне використання своєї мови. Рада Європи прагне захищати мовне розмаїття. Наразі всі європейські країни, крім Франції, Андорри та Туреччини, підписали Рамкову конвенцію про захист національних меншин, а Греція, Ісландія та Люксембург її підписали, але не ратифікували; це положення набуло чинности в 1998 році. Інший європейський договір, Європейська хартія регіональних мов або мов меншин, була прийнята в 1992 році під егідою Ради Європи: вона набула чинности в 1998 році, і хоча вона є юридично обов'язковою для 24 країн, Франції, Ісландії, Італії, Північної Македонії, Молдови та Росії вирішили підписати конвенцію без ратифікації.

### Скрипти

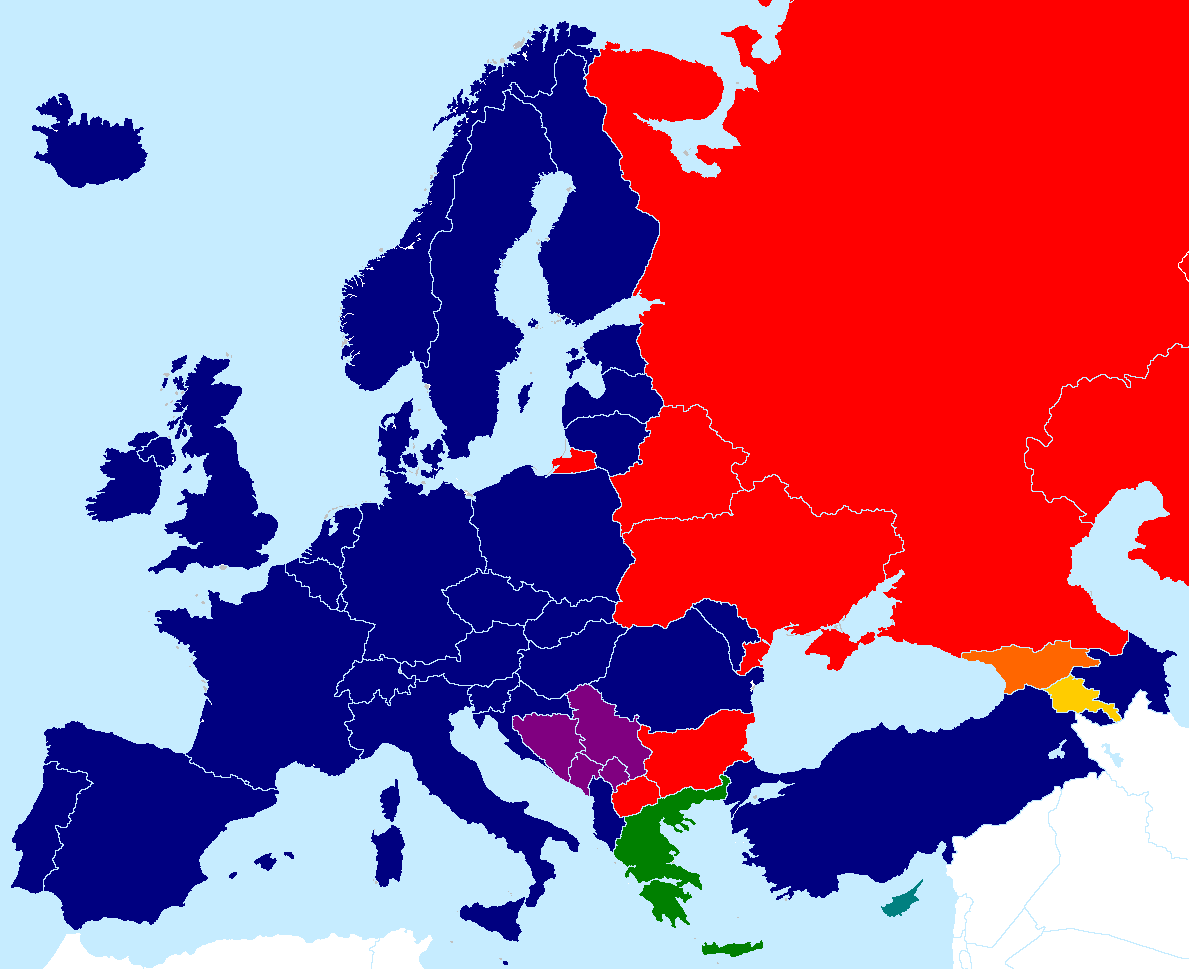
Алфавіти, які використовуються в національних мовах Європи: pe:
Грецька абетка
Грецька абетка & латиниця
Латинська абетка
Латинська абетка & кирилиця
Кирилиця
Грузинська абетка
Вірменська абетка

Основними літерами, які використовуються сьогодні в Європі, є латиниця та кирилиця.
Грецький алфавіт був похідним від фінікійського алфавіту, а латинський — від грецького через давньоіталійське письмо. У ранньому середньовіччі огам використовувався в Ірландії, а руни (походять від давньоіталійського письма) в Скандинавії. Обидва були замінені в загальному вжитку латинським алфавітом у Пізнє середньовіччя. Кирилиця походить від грецького, а перші тексти з'явилися близько 940 року.
Близько 1900 року в Європі існували в основному два варіанти гарнітури латинського алфавіту: Antiqua і Fraktur. Fraktur використовувався найбільше для німецької, естонської, латиської, норвезької та данської мов, тоді як Antiqua використовувався для італійської, іспанської, французької, польської, португальської, англійської, румунської, шведської та фінської мов. Варіант Fraktur був заборонений Гітлером у 1941 році, його описували як «єврейські літери Schwabacher». У Європі історично використовувалися інші письменності, включаючи фінікійську, з якої походять сучасні латинські літери, давньоєгипетські ієрогліфи на єгипетських артефактах, якими торгували в давнину, різні рунічні системи, які використовувалися в Північній Європі до християнізації, і арабську в епоху Османської імперії.
Угорські руни використовувалися угорським народом у ранньому середньовіччі, але його поступово замінили угорським латинським альфабетом, коли Угорщина стала королівством, хоча вони були відроджена в ХХ столітті та мають певну маргінальну, але зростаючу сферу використання відтоді.

### Європейський Союз
Європейський Союз (станом на 2022 рік) налічував 27 держав-членів із населенням 447 мільйонів, або близько 60 % населення Європи.
Європейський Союз за домовленістю з державами-членами визначив 24 мови як «офіційні та робочі»: болгарська, хорватська, чеська, данська, голландська, англійська, естонська, фінська, французька, німецька, грецька, угорська, ірландська, італійська, латвійська, литовська, мальтійська, польська, португальська, румунська, словацька, словенська, іспанська та шведська. Це позначення надає державам-членам два «права»: держава-член може спілкуватися з ЄС будь-якою з визначених мов і переглядати «правила ЄС та інші законодавчі документи» цією мовою.
Європейський Союз і Рада Європи співпрацюють у освіті населення-члена мовами для «сприяння багатомовності» серед країн-членів ЄС. Спільний документ Загальноєвропейські рамки компетенції з мов: навчання, викладання, оцінювання (CEFR)" є освітнім стандартом, який визначає «компетенції, необхідні для спілкування» та відповідні знання для освітян при створенні освітніх програм. У незалежному дослідженні 2005 року, запитаному Генеральним директоратом ЄС з освіти та культури, щодо ступеня розмови основними європейськими мовами в країнах-членах. Результати були опубліковані в документі 2006 року «Європейці та їх мови» або «Євробарометр 243». У цьому дослідженні статистично значущим вибіркам населення в кожній країні було запропоновано заповнити анкету щодо мов, якими вони володіють з достатньою компетенцією, «щоб мати можливість розмовляти».

## Громади іммігрантів
Нещодавня (після 1945 року) імміграція до Європи запровадила значні спільноти носіїв неєвропейських мов.
Найбільші такі спільноти включають арабомовні (див. Араби в Європі) і турецькі (за межами європейської Туреччини та історичної сфери впливу Османської імперії, див. Турки в Європі). Вірмени, бербери та курди мають діаспорні громади прибл. 1–2 000 000 кожен. Різні мови Африки та мови Індії утворюють численні менші спільноти діаспори.
- Народи Європи
- Європейський день мов